# Come into My World
"Come Into My World" är en danspoplåt framförd av den australiska sångerskan Kylie Minogue. Det är den fjärde och sista singeln från hennes album Fever. I november 2002 nådde singeln åttonde plats på UK Singles Chart och nummer fyra på den australiska listorna.

## Format- och låtlista

### Kanadensisk CD
1. "Come Into My World" (Single Version) – 4:08
2. "Come Into My World" (Fischerspooner Mix) – 4:20

### Brittisk CD 1
1. "Come Into My World" (Single Version) – 4:08
2. "Come Into My World" (Ashtrax Mix) – 5:02
3. "Come Into My World" (Robbie Rivera's Hard and Sexy Mix) – 7:00
4. "Come Into My World" (Video)

### Brittisk CD 2
1. "Come Into My World" (Single Version) – 4:08
2. "Love at First Sight" (Live Version 2002 Edit) – 4:19
3. "Fever" (Live Version 2002) – 3:43

## Andra remixer
1. "Come Into My World" (Fischerspooner Mix) – 4:20
2. "Come Into My World" (Fischerspooner Slow Version) – 4:35
3. "Come Into My World" (Extended Mix) – 6:21